# Нінгьо

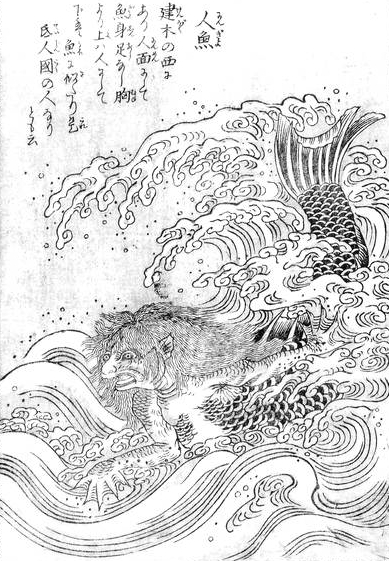
«Людина-риба» (ілюстрація Торіяма Секіена з Кондзяку Хяккі-сунь, 1780 рік)

Нінгьо (яп. 人魚 — «людина-риба», перекладається як «русалка») водні істоти в  японському фольклорі, вважається, що вони безсмертні і якщо з'їсти їх м'ясо, людина теж проживе дуже довге життя, залишаючись при цьому молодою і красивою. Ваажається, що нінгьо часто приносить нещастя тому, хто цю істоту зловив і тому рибалки відпускали його назад. Нінгьо зазвичай виловлювали перед штормом, а якщо істота викидалася на берег, то це трактували як знак швидкої війни або лиха. У давнину нінгьо описувалася з людським обличчям, мавпячим ротом, повним дрібних зубів, риб'ячим хвостом і блискучою золотою лускою. Володіла тихим голосом, подібним до співу  жайворонка або звучанням  флейти. М'ясо нінгьо, за переказами, має приємний смак, і ті, хто його скуштував, досягне надзвичайного довголіття. Однак, піймання нінгьо, за повір'ям, приносила бурі і невдачу, тому рибалки, які виловлювали цих істот, відпускали їх назад у море. Нінгьо викинутий на берег, був ознакою війни.

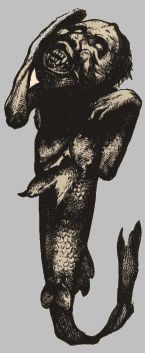

### Історія Яо-хіме
Одна з найвідоміших японських народних казок про нінгьо називається «Яо Бікуні» (八百 比丘尼 — «вісімсот (років) буддійської служительки») або «Хаппяку Бікуні». Історія розповідає, як рибалка, який жив у  провінції Вакаса, одного разу зловив незвичайну рибу. Протягом усіх років, в які доводилося промишляти риболовлею, ніколи йому не траплялося нічого подібного, тому рибалка запросив у гості своїх друзів, щоб покуштувати м'яса жлюутої істоти.
Один з гостей, однак, заглянувши на кухню, зауважив, що голова цієї риби нагадувала людське обличчя, і попередив інших, щоб не торкалися до сумнівної їжі. Таким чином, коли рибалка закінчив приготування своєї страви, і запропонував своїм гостям скуштувати смажене м'ясо нінгьо, ті таємно загорнули його в папір і сховали на собі, щоб викинути по дорозі додому.
Але один гість, в міру п'яний, забув викинути дивну рибу. У нього була малолітня дочка, яка, коли батько прибув додому, зажадала від нього який-небудь гостинець, і той з необережності віддав їй смажене м'ясо. Прийшовши до тями, батько спробував зупинити її від куштування дивної їжі, побоюючись отруєння, але до того часу було пізно, донька вже все з'їла. А так як нічого поганого з дівчинкою не відбулося, то ця людина більше про подію не турбувався.
Пройшли роки, дівчинка Яо-хіме виросла і вийшла заміж. Але після цього вона більше не старіла; маючи все той же молодий вигляд 15-річної дівчини, в той час як перший чоловік постарів і помер. Після багатьох років нев'янучої молодості та неодноразового вдівства, жінка стала буддійської черницею і мандрувала по різних країнах. Нарешті, вона повернулася у своє рідне місто, де закінчила своє життя у віці 800 років. А в честь неї був побудований храм.

## Культурний вплив
- В  префектурі Окінава існує повір'я, що їсти м'ясо нінгьо — шлях до невдач, тому місцеві жителі не їдять  дюгонів.
- Манга і аніме «Mermaid Forest» («Русалчин цикл») письменниці —  мангаки  Руміко Такахасі засновані на мотивах казки про Яо-хіме, коли головні герої знаходять безсмертя, покуштувавши в різний час м'ясо русалки-нінгьо.
- В манзі і аніме «My Bride is a Mermaid» («Морська наречена») головний жіночий персонаж, як і багато інших, є русалкою (нінгьо).

### Дивись також
- Морська діва